# Olive Lemarchand
Pour les articles homonymes, voir Lemarchand.
Olive Lemarchand, né le 15 mai 1794 à Paris et mort le 10 décembre 1849 à Saint-Paul,, est un planteur et industriel esclavagiste ayant vécu à La Réunion, sur la commune de Saint-Paul.

## Biographie
Fils de Nicolas Lemarchand propriétaire terrien et homme politique, il poursuit le travail de remembrement entrepris par son père en rachetant les parcelles près du "Vieux Saint-Paul" (un des premiers foyers de peuplement de l'île), dans la zone nommée aussi "Parc à Jacques" ou "Bout de l'Etang". Il crée vers 1820 un domaine baptisé Savannah en hommage à la ville de Géorgie, qu'il oriente avec succès vers l'exploitation de la canne à sucre. L'usine sucrière fonctionnera en effet jusqu'en 1986.
Grâce à la création d'un canal ambitieux qui capte les eaux dans la Rivière des Galets, le canal Lemarchand, il contribue au développement de la canne à sucre dans cette zone de savane aride. Pour cet ouvrage, il est fait chevalier de la Légion d'honneur en 1833 par le roi Louis-Philippe. Il acclimate par ailleurs un verger d'arbres européens dans l'îlet d'Aurère à Mafate.
Comme son père, il participe à la vie politique locale, d'abord comme conseiller municipal, puis comme maire de Saint-Paul de 1847 à 1849. Au moment de l'application du décret de l'abolition de l'esclavage à la Réunion, le 20 décembre 1848, craignant les débordements des esclaves bientôt libres, il prend un arrêté municipal interdisant la vente d'alcool pendant onze jours. La population de Saint-Paul comptait alors 15341 habitants dont 10078 esclaves. Lui-même possédait plus de 300 travailleurs forcés.  
Il meurt en 1849 sans laisser de descendance et ses biens reviennent par adjudication à sa sœur Eléonore mariée au docteur Louis Hoarau de la Source, qui continue encore quelques années à faire vivre la sucrerie, avant de la revendre en 1916. Elle-même était propriétaire d'une usine sucrière au lieu-dit "Bout de l'Etang".